# Klistriga ändar
Klistriga ändar (engelska: sticky ends) är ändarna på en dubbelsträngs DNA-molekyl som blivit sönderklippt så att en sträng sticker ut. Det kan man åstadkomma med vissa restriktionsenzym. Klistriga ändar sätter gärna ihop sig med andra, komplementära klistriga ändar, vilket betyder att man i princip kan klippa ut egenskaper från en cell och klistra in dem i en annan.
Detta används mycket, särskilt inom medicin. Man framställer bland annat insulin på det här sättet.
Som ett exempel passar ändarna av de följande två korta DNA-molekylerna ihop.
```
           GATGCGTATGCT
-3'
5'-
ATCTGACT
     
CATACGA
-5'
3'-
TAGACTGACTACG
```